# Michael Müller-Kasztelan

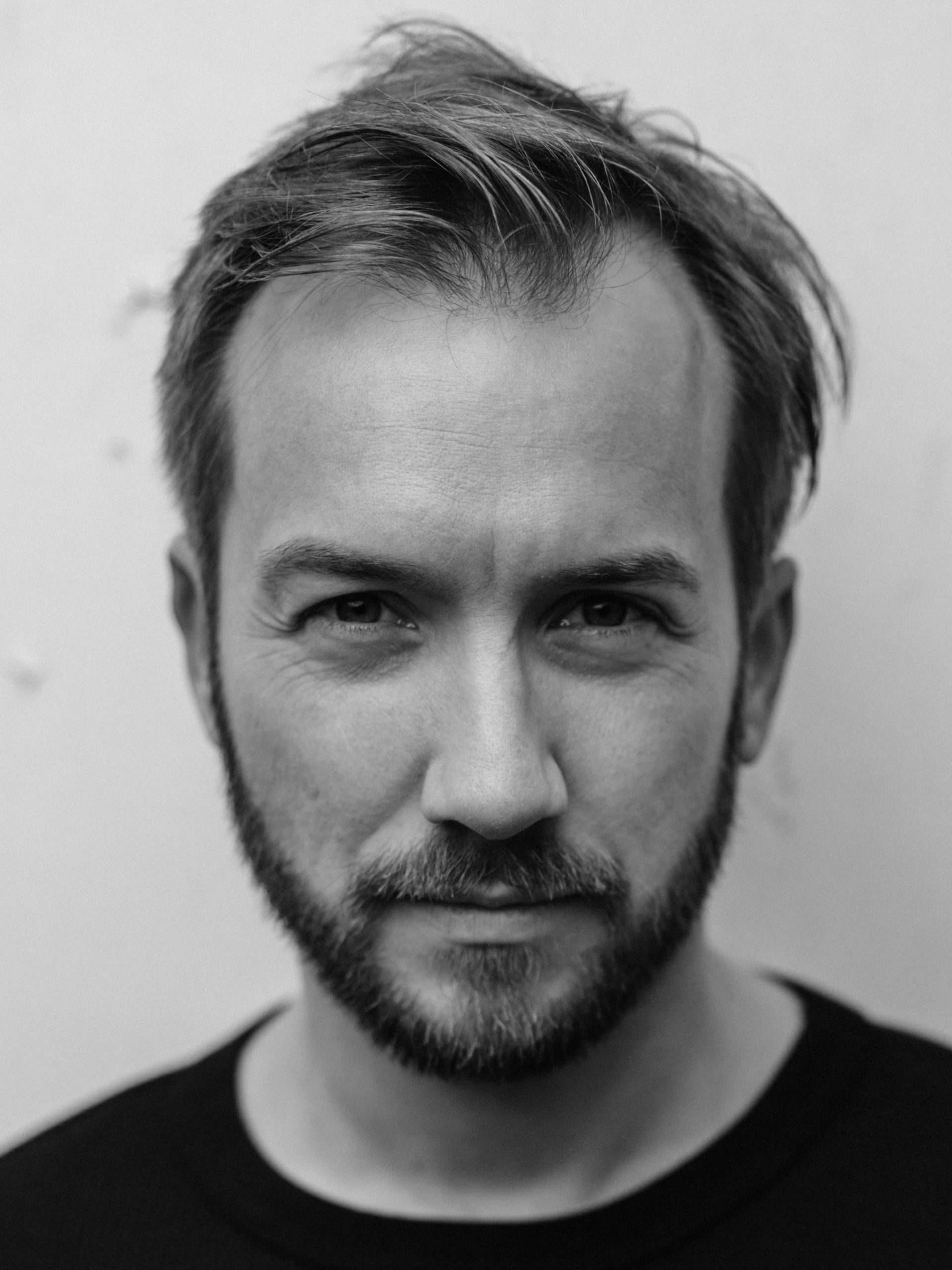
Michael Müller-Kasztelan

Michael Müller-Kasztelan (* 1981 in Dillingen/Saar als Michael Müller) ist ein deutscher Opernsänger (Tenor).

## Leben
Michael Müller wuchs in Piesbach auf und machte in Dillingen im Jahr 2000 sein Abitur.
Nach vorangegangener Ausbildung zum Hornisten schloss er 2006 ein Schulmusik- und Germanistikstudium mit dem Staatsexamen ab. Parallel dazu studierte er Operngesang an der Hochschule für Musik Saar und schloss den Aufbaustudiengang Konzertgesang an, bevor er an die Eastman School of Music, New York wechselte. Zu seinen Lehrern zählen Margreet Honig und Albert Dohmen.
Noch im Studium wurde er an das Saarländische Staatstheater engagiert, ging als visiting artist an das MIT Boston und gastierte am Walker Art Center. Weitere Engagements in den großen Rollen seines Faches führten ihn in die Beijing Concert Hall, die Shenzhen Concert Hall, die Grieghallen Bergen oder die Sala Nezahualcoyotl Ciudad de Méxicoans, sowie ans Nationaltheater Mannheim, an die Wiener Volksoper, ans Landestheater Linz, zu der Münchener Biennale, ans Staatstheater Oldenburg, dem Staatstheater Meiningen, dem Theater Lübeck, dem Theater Koblenz, dem Stadttheater Bremerhaven, dem Volkstheater Rostock, dem Landestheater Neustrelitz, den Schlossfestspielen Zwingenberg, der Oper im Zelt Merzig sowie an das Opernhaus Kiel, dem er ab der Spielzeit 2009/10 als festes Ensemblemitglied angehört.
Zu seinen wichtigsten Rollen gehören Tamino (Die Zauberflöte), Don Ottavio (Don Giovanni), Camille de Rosillon (Die lustige Witwe), Erik (Der fliegende Holländer), Loge (Das Rheingold), Jim Mahoney (Aufstieg und Fall der Stadt Mahagonny), Florestan (Fidelio), Paul (Die tote Stadt), Narraboth (Salome), Eisenstein (Die Fledermaus) und Fenton (Die lustigen Weiber von Windsor). Als Interpret Neuer Musik sang der Künstler in Opern-Uraufführungen von Cristóbal Halffter (Schachnovelle), Volker David Kirchner (Savonarola) und Márton Illés (Die weiße Fürstin).
Die Spielzeit 2017/18 führte ihn als Macduff (Macbeth) und Ismaele (Nabucco) an die Bolshoi Oper Minsk.
In der Spielzeit 2019/20 debütierte er in Mexiko-Stadt und sang Loge (Das Rheingold) mit dem Orquesta Sinfónica del Estado de Mexico unter Rodrigo Macías Gonzáles.
In der Spielzeit 2022/23 debütierte er beim 75th Edinburgh International Festival sowie beim Bergen International Festival. 
Als Interpret Neuer Musik sang der Künstler im Musiktheater die großen Tenorpartien in den Uraufführungen u. a. von Christóbal Halffter (Schachnovelle), Volker David Kirchner (Savonarola) und Márton Illés (Die weiße Fürstin).
In der Spielzeit 2018/19 sang er die Hauptpartie (Gabriel Jensen) in der Uraufführung von Marco Tutinos Oper „Falscher Verrat“ anlässlich des 100-jährigen Jahrestages des Kieler Matrosenaufstandes.
Er sang unter Dirigenten wie Edward Gardner, Constantin Trinks, Markus Poschner, Giordano Bellincampi, Dirk Kaftan, Markus Bosch, Georg Fritzsch, Gregor Bühl uvm. und arbeitete mit Regisseuren wie Brigitte Fassbaender, Sandra Leupold, Marie-Luise Kautz, Andrea Moses, John Dew, Christopher Alden, Philipp Himmelmann, Jay Scheib, Dirk Schmeding, Carlos Wagner uvm.
Neben seinem Opernschaffen ist er ebenfalls als Konzert- und Liedsänger tätig. An verschiedenen Spielstätten gestaltet er Lieder- und Arienabende mit Kunstliedern der Romantik und Moderne sowie Arien aus Oper und Operette. Weiterhin interpretiert er Solopartien in geistlichen Musikwerken.
Seit August 2013 fungierte Michael Müller darüber hinaus als Organisator und künstlerischer Leiter des von ihm initiierten Meisterkurs für Belcanto-Gesang Masterclass for Voice in Saarlouis mit der Gesangsdozentin Irina Gavrilovici.
Für den Schott-Verlag und den Saarländischen Rundfunk nahm er u. a. wiederentdeckte jüdische Kantorengesänge und Benjamin Brittens Seven Sonetts of Michelangelo auf. Für das Label New Focus Recordings sang er den Alfred Hersland in Anthony Gattos „The Making of Americans“.
Für das CD-Label Capriccio sang er in einer Aufnahme der Staatsphilharmonie Rheinland-Pfalz die Tenorpartie in Beethovens Neunter.

## Stipendien und Auszeichnungen
Er war 2007 Stipendiat des Richard-Wagner-Verbandes und der Alois-Lauer-Stiftung und war Ambassadorial Scholar of Goodwill von Rotary International. Die Gesellschaft der Freunde des Theaters in Kiel e.V. zeichnete Michael Müller in der Spielzeit 2011/12 mit dem Förderpreis für Nachwuchskünstler aus.

## Ehrenamt
Müller-Kasztelan ist Vorsitzender des Trägervereins des Kammerorchesters der Großregion. Dieser 2021 als paneuropäisches, sinfonisches Kammerorchester von ihm mitgegründete Klangkörper ist in der Großregion beheimatet. Ziel der Neugründung war es, junge professionelle Musiker entlang der Grenzen von Saarland, Lothringen, Luxemburg, Rheinland-Pfalz und Wallonien zusammenzuführen. Die rund 40 Mitgliedern erarbeiten in fünf bis sechs jährlichen Arbeitsphasen klassisches und frühromantisches sinfonisches Repertoire sowie Streich- und Kammerorchesterwerke vom Barock bis in die Moderne und bringen es zur Aufführung.
Ferner amtiert er seit 2022 als Vizepräsident des Bundesverbandes Deutscher Gesangspädagogen.